# Cisteller de l'Amacuro
El cisteller de l'Amacuro (Thripophaga amacurensis) és una espècie d'ocell de la família dels furnàrids (Furnariidae). És una espècie que ha estat descrita fa poc temps.

## Hàbitat i distribució
Habita els boscos de les terres baixes del nord de Veneçuela.